# Birkás Ákos
Birkás Ákos (Budapest, 1941. október 26. – Budapest, 2018. június 10.) Munkácsy Mihály-díjas magyar festő, itthon és külföldön egyaránt elismert művész. A Széchenyi Irodalmi és Művészeti Akadémia Képző- és Iparművészeti Osztályának rendes tagja volt.

## Családja
Anyja Birkás Lilian operaénekesnő, apja ifj. Birkás Géza igazságügy-minisztériumi jogász, a Barankovics-féle Néppárt prominense (†1961). Apai nagyapja id. Birkás Géza nyelvész-irodalomtörténész professzor volt. Egyetlen édestestvére Birkás Balázs üzletember és gazdálkodó (1939–), de rajta kívül még 7 féltestvére is van, egyikük Nádasdy Ádám nyelvész, műfordító, egyetemi tanár.

## Életpályája
Felsőfokú tanulmányait a Képzőművészeti Főiskolán folytatta (1959–65), ahol Fónyi Géza volt a mestere. Végzés után a Képzőművészeti Szakközépiskolában (1966–84), majd 1990 nyarán a salzburgi akadémián tanított, professzori minőségben. 1992-ben a párizsi École Nationale des Beaux-Arts, 1993-ban a teneriffai nyári akadémia előadója volt. Budapesten kívül Franciaországban és Berlinben is élt és alkotott.

## Művészete
Pályájának kezdeti éveiben portrékat festett, ám ezekből alig maradt valami (kivétel: Önarckép, 1968), mert megsemmisítette őket: egy este mindet levitte a kukába, és noha reggelre a szomszédok kiszedték és szépen kirakták a képeket a fal mellé, a művész ekkor szinte mindet összetörte, csak alig néhányat tett mégis el. A 60-as évek végén az egzisztencialista filozófia hatott rá, a 70-es években a francia strukturalizmusra figyelt. Mindez festészetében a fotó felé fordulást, hiperrealista, majd konceptuális művek alkotását jelentette.
A képzőművészet mint fotózás a 60-as, 70-es évek neoavantgardizmusának és az akkor aktuális konceptuális művészetnek volt nagyon karakteres eleme. A kamera az alig cselekvő szemlélődésre adott lehetőséget, arra, hogy a szöveget és az egész műegyüttest erősen intellektualizálja, még jobban legyűrve és eltávolítva a cselekvéstől. Az utolsó fázis a fotózás, egy teljesen teoretikus jellegű gondolkodás kifejezője. Birkás ebben az időben alakította ki a számára érvényes képi struktúrákat és alapfogalmakat – így a tükrözést és a megkettőzést –, amelyeket aztán festészetében is alkalmazott.
A 80-as években betagozódott a magyar új festészet irányvonalába, mely az új szenzibilitás jegyében zajlott. Birkás próbálta keresni a magyar festészetben azokat az alkotásokat, amelyek valamilyen előremutatást jelentenek. Leginkább Ferenczy Három királyok c. műve ragadta meg. Ellipsziseket, arc nélküli fejeket festett, majd kikerült Bécsbe és más nyugat-európai városok kiállításaira, s ott már más horizontról, a politikum felől szemlélték munkáit. Jót tett a megmérettetés: ovális, világos, kettős (tükrös) arcképei nagy sikert arattak, majd a 90-es években visszatért a realista arcképfestéshez, noha továbbra is festett absztrakt képeket. A 20. század végének, 21. század elejének radikálisan formabontó mutatványai után mind a szépirodalomban, mind a festészetben felerősödött az a meggyőződés, hogy vissza kell térni az eredeti tiszta forrásokhoz, és az egyetemes, hagyományos formákból kell újra meríteni. Mindezeket sajátosan reprezentálja Birkás Ákos festészete, hiszen ő szemléletében és művészi eszközeiben egyaránt végigjárta a modern festészet útvesztőit.

## Kiállításai (válogatás)[11]

### Egyéni
- 1971 • Ferencvárosi Pincegaléria
- 1972 • Kultúrház, Gyöngyös
- 1973 • Művelődési Ház, Tiszafüred • Művelődési Ház, Törökszentmiklós • Stúdió Galéria, Budapest
- 1974 • Pincetárlat, Budapest • Lila Iskola, Budapest
- 1977 • Jókai Művelődési Ház, Budaörs
- 1978 • Ifjúsági Ház, Székesfehérvár
- 1979 • Tokaj Galéria, Budapest • Bercsényi Klub, Budapest (Halász Andrással)
- 1982 • Rabinec Stúdió, Budapest
- 1986 • Tatgalerie [Mazzag Istvánnal] (kat.), Bécs • Pécsi Galéria, Pécs
- 1987 • Neue Galerie am Landesmuseum Joanneum (kat.), Graz
- 1988 • Stadtmuseum, Graz • Műcsarnok, Budapest (kat.) • Francia Intézet, Budapest
- 1989 • Galerie Knoll (kat.), Bécs
- 1990 • De Gele Rijder, Arnhem (Hollandia) • Folkwang Museum (kat.), Essen • Galerie Heike Curtze, Düsseldorf • Galerie Heike Curtze, Bécs
- 1991 • Slovenska Narodna G. (kat.), Pozsony • Knoll Galéria, Budapest • Galerie Heike Curtze [Hermann Nitsch-csel], Salzburg • Neue Galerie am Landesmuseum Joanneum, Graz
- 1992 • G. Janssen, Brüsszel • Galerie Zürcher, Párizs • Galerie Knoll, Bécs
- 1993 • Ècole Nationale des Beaux-Arts, Dijon (kat.) • Galerie Zürcher, Párizs, FIAC
- 1994 • Galerie Eigen+Art, Berlin • Knoll Galéria, Budapest • Galerie Eigen+Art, Lipcse • Fővárosi Képtár, Budapest (kat.)
- 1995 • Osztrák Intézet, Budapest
- 1996 • DAAD Galerie, Berlin • Galerie Knoll, Bécs • Galerie Heike Curtze, Bécs • Museum Moderner Kunst, Bécs (kat.) • Goethe Intézet, Budapest
- 1998 • Stadtmuseum, Jéna • Altes Rathaus, Göttingen • Galerie Albrecht (Thomas Emde-vel, Jus Juchtmans-sal) München
- 1999 • Galerie Knoll, Bécs.
- 2001, 2002, 2003, 2005 • Knoll Galéria, Budapest
- 2008 • Művek 1975-2006 – Birkás Ákos retrospektív kiállítása, Ludwig Múzeum – Kortárs Művészeti Múzeum, Budapest; Jelentések, Knoll Galéria, Budapest
- 2009 • Birkás Ákos legújabb munkái, Knoll Galerie, Wien, Bécs
- 2010-2011 • Knoll Galéria, Budapest

### Csoportos
- 1968 • Pincetárlat, Budapest
- 1975 • Expozíció, Hatvany Múzeum, Hatvan
- 1980 • Rajzolsz?, Fiatal Művészek Klubja, Budapest • Rajz/Drawing, Pécsi Galéria, Pécs • Tendenciák 1970-1980, 3., Geometrikus és strukturális törekvések a hetvenes évek művészetében, Óbuda Galéria, Budapest • II. Esztergomi Fotóbiennále[12]
- 1981 • Dokumentum III., Pécsi Galéria, Pécs • Tendenciák 1970-1980, 4., Fikció és tárgyiasság, Óbuda Galéria, Budapest
- 1983 • Rabinec csoport, Rabinec Stúdió • Táj/Landscape, Pécsi Galéria, Pécs • Rabinec csoport, Vajda Lajos Stúdió Galéria, Szentendre • Film/ Művészet, Budapest Galéria, Budapest
- 1984 • Bak - Birkás - Molnár - Szirtes, Pécsi Galéria, Pécs • Kép '84, Fészek Művészklub Galéria, Budapest • Grenzzeichnen, Esterházy kastély, Kismarton • Frissen festve, Ernst Múzeum, Budapest • 19. Internationale Malerwochen, Neue Galerie am Landesmuseum Joanneum, Graz
- 1985 • Modern Magyar Festészet, Kaupungintalo, Helsinki Pécsi Galéria, Pécs • Új szenzibilitás III., Budapest Galéria Lajos u., Budapest • Magyar festők három nemzedéke, Neue Galerie am Landesmuseum Joanneum, Graz, Műcsarnok, Budapest • Kortárs magyar művészek, Galerie des Beaux Arts, Bordeaux • Új Művészet, Művelődési Ház, Paks
- 1986 • Eklektika '85, Magyar Nemzeti Galéria, Budapest • XLII. velencei biennálé, Velence (Bak Imrével, Kelemen Károllyal, Nádler Istvánnal), Magyar Pavilon • Die Steirische Landschaft, Neue Galerie am Landesmuseum Joanneum, Graz • Aspekte ungarischer Malerei der Gegenwart, Bayer AG., Leverkusen • Dialógus II., Fészek Klub, Budapest
- 1987 • Új szenzibilitás • magyar festészet a 80-as években, Galerie der Stadt Villa Merkel, Esslingen • Dortmund (Német Szövetségi Köztársaság) • Új szenzibilitás IV., Pécsi Galéria, Pécs, Pécsi Kisgaléria • Régi és új avantgárd (1967-1975). A huszadik század magyar művészete, Csók Képtár, Székesfehérvár • Önarckép, Budapest Galéria, Budapest
- 1988 • Expressiv (Közép-Európai művészet 1960 óta), Museum der 20. Jahrhunderts, Bécs • Hirshhorn Museum, Washington
- 1989 • Die Kunst der letzten 10 Jahre, Museum Moderner Kunst, Bécs • Kortárs magyar művészet, Walker Hill Art Center, Szöul • Más-Kép, Ernst Múzeum, Budapest • Ungarische Avantgarde, Kunstverein, Mannheim • Zeitgenössische ungarische Kunst, Kampnagelfabrik, Hamburg
- 1990 • Die Budapester Szene, Künstlerhaus, Salzburg • Gegenwart/Ewigkeit, Gropiusbau, Berlin • Die Kunst der 80er Jahre, Neue Galerie am Landesmuseum Joanneum, Graz
- 1991 • Rückblende, Städtische Galerie des Museum Folkwang, Essen, G. Sypka, Brno • Freezone, Taidehalli, Helsinki • Kunstlandschaft Europa, Kunstverein, Bréma • Free worlds, Art Gallery of Ontario, Torontó • Konfrontációk '91, Városháza, Toruń (Lengyelország)
- 1992 • Free worlds, Oklahoma City Art Museum (USA), Musée d'Art Contemporain, Montréal • Hungarica, a 80-as évek művészete, Modern Művészeti Múzeum, Bolzano (Olaszország)
- 1993 • Képfelbontás, Műcsarnok Palme Ház, Budapest • Magyarország akkor és most, IMF Cultural Center, Washington • Magyar Ház, New York • Fővárosi Képtár, Budapest • Mi, "kelet-franciák". Magyar művészet 1981-89. A huszadik század magyar művészete, Csók Képtár, Székesfehérvár
- 1994 • 80-as évek - Képzőművészet, Ernst Múzeum, Budapest • 10 magyar művész, Abbay de l'Épau, Le Mans (Franciaország) • 12 művész Ausztriából és Magyarországról, Schloss Peuerbach (A), Esterházy kastély, Kismarton
- 1995 • 12 művész Ausztriából és Magyarországról, Fővárosi Képtár, Budapest • Kunlanz, Galerie Knoll, Bécs
- 1996 • Museum Moderner Kunst, Bécs
- 1997 • Olaj/Vászon, Műcsarnok, Budapest
- 1998 • Galerie Albrecht (Thomas Emde-vel, Jus Juchtmans-szal), München • Malerei, Stadtmuseum Jena
- 2004 • Test-Tér-Kép c. kiállítás,[13] Knoll Galéria, Budapest • Technoreál? - egy vita margójára - kollektív festészeti kiállítás, Kortárs Művészeti Intézet – Dunaújváros / Modern Művészetért Közalapítvány

## Művei közgyűjteményekben (válogatás)
- Fővárosi Képtár, Budapest
- Janus Pannonius Múzeum, Pécs
- Ludwig Múzeum – Kortárs Művészeti Múzeum, Budapest
- Magyar Nemzeti Galéria, Budapest
- Museum Moderner Kunst/Stiftung Ludwig, Bécs
- Szombathelyi Képtár, Szombathely

## Díjak, elismerések (válogatás)
- Herder-díj (1989)
- Munkácsy Mihály-díj (1993)
- DAAD-ösztöndíj (1995)
- Kiváló művész (1998)
- Magyar Köztársasági Érdemrend tisztikeresztje (2008)
- Prima Primissima-díj (2017)[14]